# 昌邑市图书馆
昌邑市图书馆是山东省潍坊市昌邑市的一家公共图书馆，由市财政全额拨款、昌邑市文广新局主办。该馆被文化和旅游部评为国家一级图书馆。

## 馆舍

### 位置
位于同大街以北、文昌南路以东，昌邑市文化中心A区。即建筑物西北角、广场西南侧。

### 建筑
馆舍是昌邑市文化中心飘带式建筑的一部分，由同济大学规划设计院根据国家《公共图书馆建设标准》规划设计，建筑面积6197平方米，可容纳藏书50万册，阅览坐席900余个。

### 布局
一楼：大厅、总服务台、第一借阅室、期刊阅览室、视障阅览室、电子阅览室、机房、卫生间及各类电子信息查阅设备
二楼：少儿借阅室及少儿阅览区、第二借阅室、特藏书库、古籍保护中心、采编室、展厅、行政办公区、卫生间
三楼：尼山书院、自习室